# Victoria (Malta)
Victoria (lokaal Rabat genoemd, officiële naam Ir-Rabat Għawdex) is de hoofdstad van het Maltese eiland Gozo. In Victoria wonen 6.414 personen (november 2005), waarmee het de grootste plaats van Gozo is.
De plaats kreeg haar naam Victoria in 1887 van de Britse regering ter gelegenheid van het regeringsjubileum van koningin Victoria op verzoek van de bisschop van Malta. Gozitanen (bewoners van Gozo) noemen de plaats echter nog altijd bij haar oude naam Rabat.
In het hart van Victoria ligt de Citadella (in het Nederlands en Engels "Citadel" genoemd). Deze citadel vormde in ieder geval reeds in de Bronstijd een verdedigingsbolwerk van het eiland. De dikke stenen muren, die ook nu nog ver boven de stad uit komen, boden later ook de Romeinen en middeleeuwse ridders bescherming tegen aanvallen van buitenaf.
Binnen de muren van de citadel bevindt zich de kathedraal van Gozo uit de 17e eeuw, die is gewijd aan Maria. Deze kathedraal is voornamelijk bekend vanwege de opvallende trompe-l'oeil-schildering tegen het plafond. Toen tijdens de bouw bleek dat men door geldgebrek de geplande koepel niet meer op de kerk kon bouwen, werd deze aan de binnenzijde tegen het plafond geschilderd zodat men vanuit de kerk toch een koepel leek te zien. In het centrum van Victoria bevindt zich tevens een kerk die is gewijd aan Sint Joris.
Jaarlijks worden twee grote festa's in Victoria gehouden, beide ter ere van een van deze beschermheiligen. Op 23 april viert men een festa ter ere van Sint-Joris; op de derde zondag van juli wordt nog een feest gehouden in de traditie van de Maltese feesten tijdens de zomermaanden.
Het grootste feest is evenwel het Santa-Mariafeest op 15 augustus dat heel wat bezoekers lokt. De patroonheilige wordt dan een hele week gevierd met processies, vuurwerk en uitbundige marsen van de bekende Leone Band Club.
In de herfst worden er elk jaar opera's georganiseerd in Victoria.

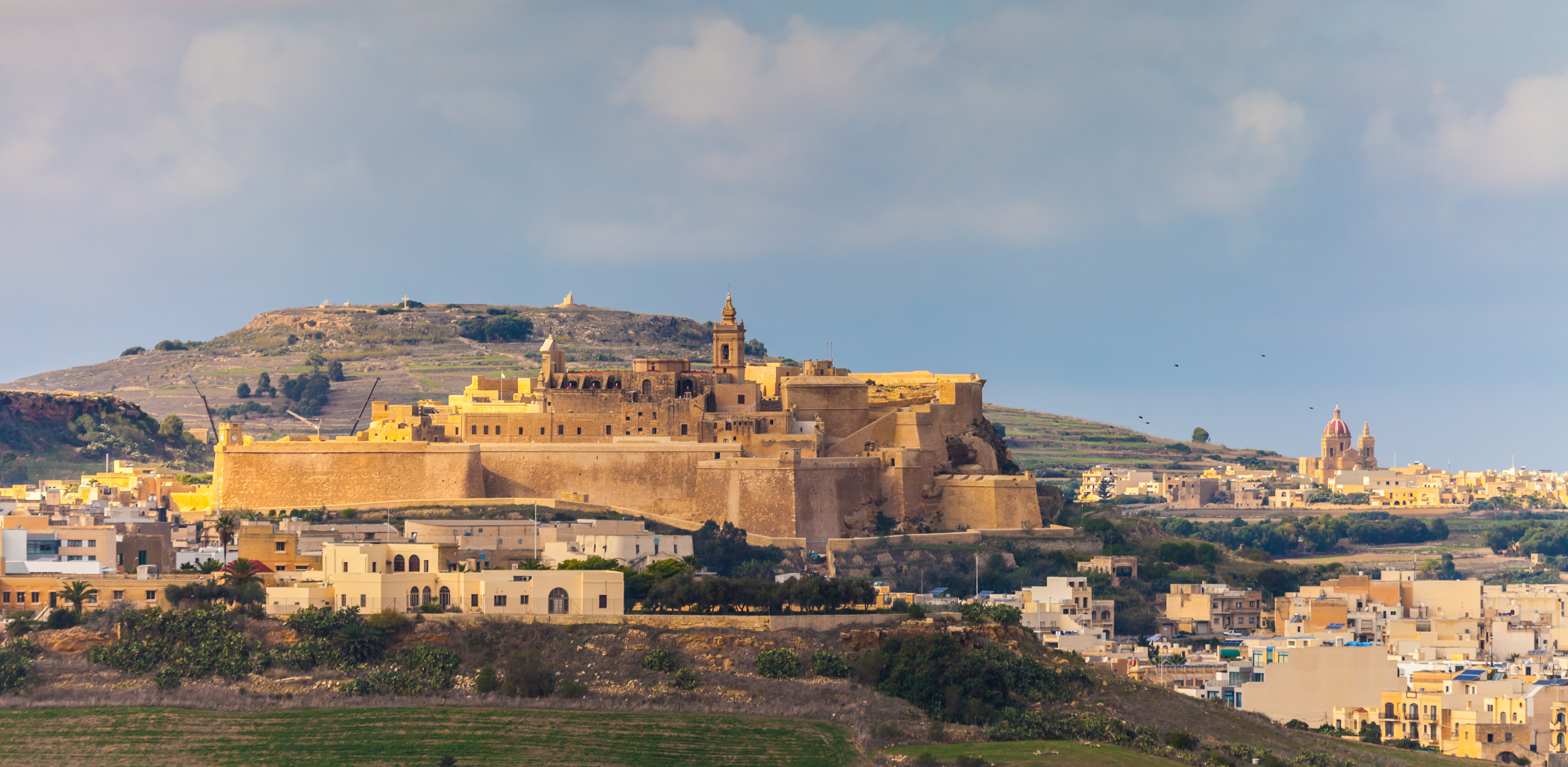
De Citadel torent uit boven Victoria
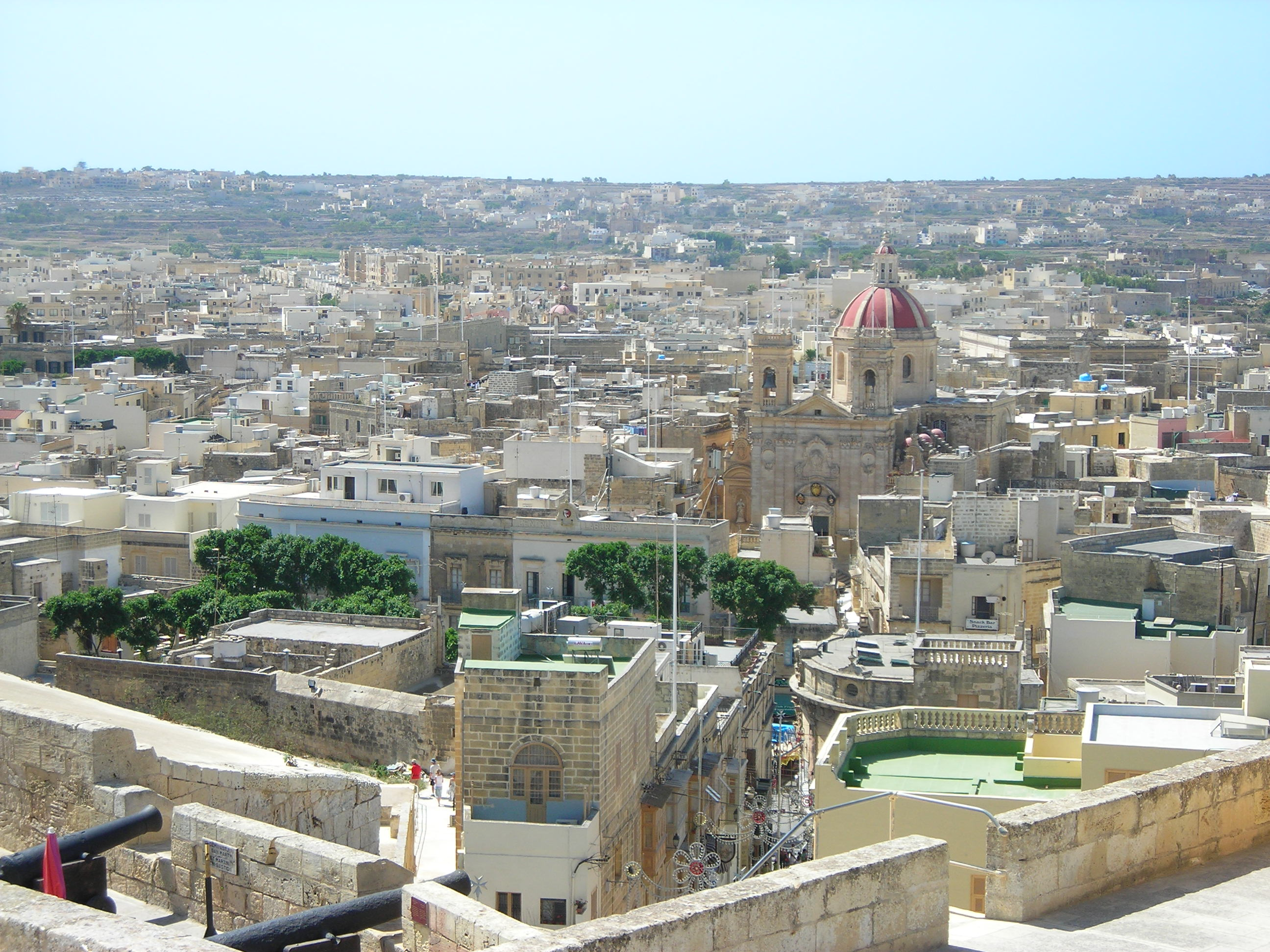
Victoria gezien vanaf de Citadel
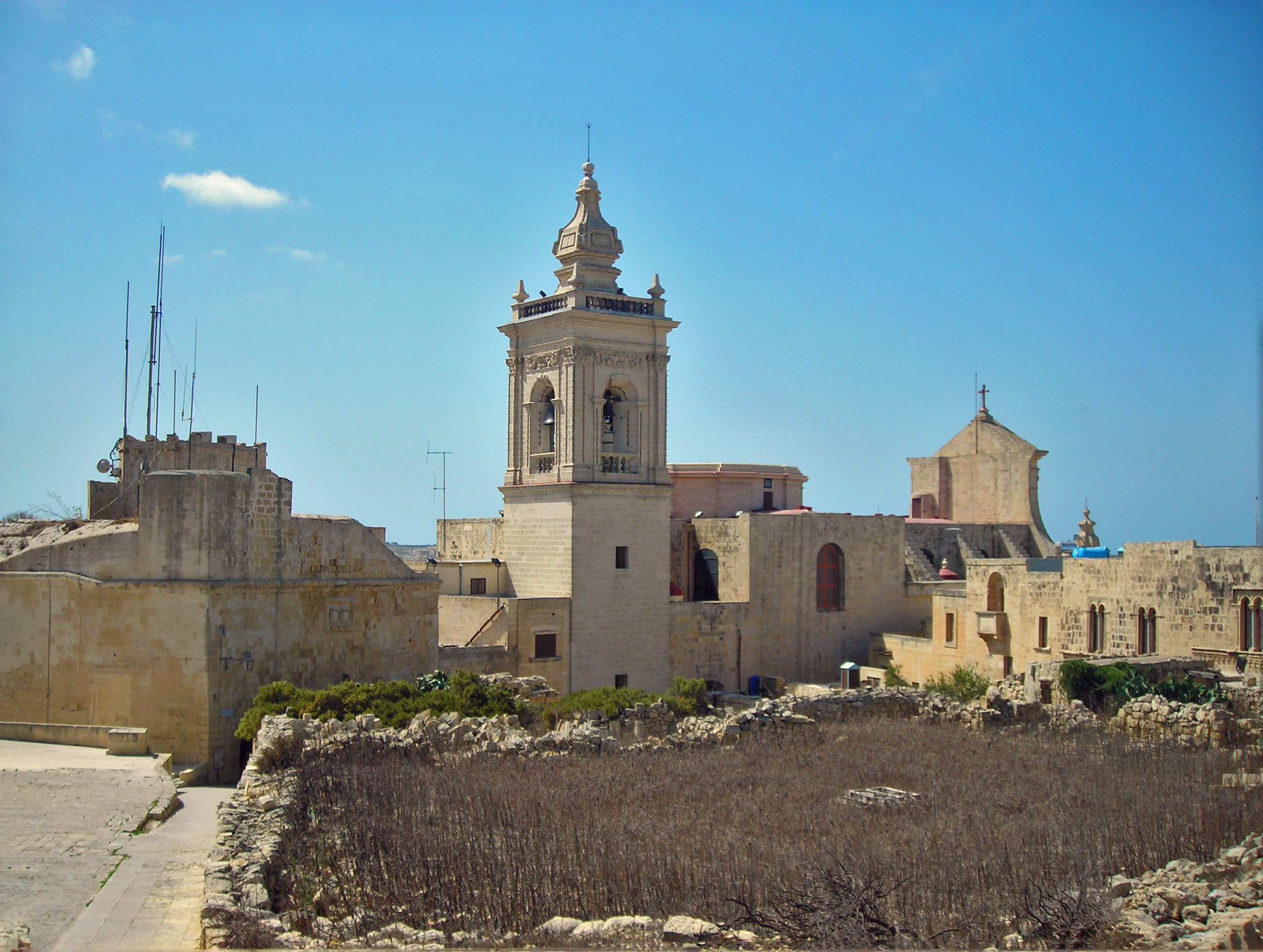
De kathedraal van Gozo